# تپه اسرافیل بلاغی
تپه اسرافیل بلاغی مربوط به دوره اشکانیان - دوره ساسانیان است و در شهرستان مشگین‌شهر، بخش مرادلو، دهستان یافت، روستای مشیران واقع شده و این اثر در تاریخ ۲۶ اسفند ۱۳۸۷ با شمارهٔ ثبت ۲۵۸۳۸ به‌عنوان یکی از آثار ملی ایران به ثبت رسیده است.